# 6769 Brokoff
6769 Brokoff eller 1985 CJ1 är en asteroid i huvudbältet som upptäcktes den 15 februari 1985 av den tjeckiske astronomen Antonín Mrkos vid Kleť-observatoriet i Tjeckien. Den är uppkallad efter skulptörerna, och far och son Jan och Ferdinand Brokoff.
Asteroiden har en diameter på ungefär 10 kilometer. Den tillhör och har givit namn åt asteroidgruppen Brokoff.